# ماركو وولفلي
ماركو وولفلي (بالإنجليزية: Marco Wölfli)‏ (مواليد 22 أغسطس 1982 في غرينتشين) لاعب كرة قدم سويسري يلعب حاليا لصالح نادي يونغ بويز السويسري .

## روابط خارجية
- ماركو وولفلي على موقع الاتحاد الدولي (مؤرشف)  (الإنجليزية)
- ماركو وولفلي على موقع الاتحاد الأوربي (الإنجليزية)
- ماركو وولفلي على موقع قاعدة بيانات كرة القدم.إي يو (الإنجليزية)
- ماركو وولفلي على موقع ناشيونال فوتبول تيمز (الإنجليزية)
- ماركو وولفلي على موقع Soccerway.com (الإنجليزية)
- ماركو وولفلي على موقع عالم كرة القدم.نت (الإنجليزية)
- ماركو وولفلي على موقع كووورة
- ماركو وولفلي على موقع AS.com (الإسبانية)